# Lourteigia
Lourteigia es un género de fanerógamas perteneciente a la familia de las asteráceas. Comprende 12 especies descritas y de estas, solo 8 aceptadas.  Es originario de Sudamérica.

## Descripción
Arbustos o subarbustos. Hojas opuestas, pecioladas, márgenes aserradas o crenuladas, envés albo-tomentoso. Capitulescencia terminal, densamente corimbosa. Involucro de 20-25 filarias, débil a moderadamente subimbricado, en 3-4 series, desiguales. Receptáculo convexo. Usualmente 20 flores por capítulo; corolas lilas, azules, moradas o aguamarina, infundibuliforme (con forma de embudo); lóbulos triangulares, superficie externa densamente puberula; collar de la antera estrechamente cilíndrico; apéndice de la antera ovado a oblongo; ramas del estilo largamente subclavadas, densamente papilosas. Aquenios prismáticos, 5 costillas, con fuerte constricción, escasamente setulífero a subglabro; carpopodio prominente con un anillo superior, con forma de tapón, usualmente asimétrico; papus en un callo fácilmente desprendible, de cerca de 30 cerdas finas en una serie.

## Taxonomía
El género fue descrito por R.M.King & H.Rob. y publicado en Phytologia 21: 28. 1971.
Etimología
Lourteigia: nombre genérico en honor a Alicia Lourteig.

## Especiesaceptadas
A continuación se brinda un listado de las especies del género Lourteigia aceptadas hasta junio de 2012, ordenadas alfabéticamente. Para cada una se indica el nombre binomial seguido del autor, abreviado según las convenciones y usos.
- Lourteigia ballotifolia (Kunth) R.M.King & H.Rob.
- Lourteigia dichroa (B.L.Rob.) R.M.King & H.Rob.
- Lourteigia humilis (Benth.) R.M.King & H.Rob.
- Lourteigia lanulata (B.L.Rob.) R.M.King & H.Rob.
- Lourteigia microphylla (L.f.) R.M.King & H.Rob.
- Lourteigia ornatiloba (B.L.Rob.) R.M.King & H.Rob.
- Lourteigia scandens V.M.Badillo
- Lourteigia stoechadifolia (L.f.) R.M.King & H.Rob.